# Là où va l'Indien...
Pour le festival d'arts de rue homonyme, voir Saint-Genest-Lerpt.
Là où va l'Indien est le deuxième tome de la série de bande dessinée XIII. Il s'agit de la suite du Jour du soleil noir. Publié en histoire à suivre dans Spirou en 1985(n°2462 à 2465), l'album est ensuite édité aux éditions Dargaud.

## Résumé
Cet épisode débute dans une base militaire où XIII est venu chercher des informations concernant Steve Rowland, l'homme qu'il est censé avoir été : on lui confirme son décès. Alors qu'il repart, XIII se fait arrêter par l'armée. Le général Carrington vient le voir en cellule et lui annonce que c'est lui qui l'a formé au combat dans des troupes d'élite de l'armée américaine : les SPADS. Photos et empreintes digitales à l'appui, il prouve à XIII que sa véritable identité est bel et bien celle du capitaine Steve Rowland. Après une démonstration « musclée » visant à prouver que les connaissances de XIII en matière de combat lui ont été apprises par Carrington, XIII est ramené à la résidence Rowland par le lieutenant Jones (l'aide de camp du général). La situation n'est pas simple : son père, riche propriétaire de la région est handicapé et a épousé son ancienne infirmière : la jeune et belle Felicity.
En l'absence de Steve, c'est son oncle Matt qui dirige l'exploitation familiale d'une main de fer. XIII arrive juste au moment où un employé tentait d'attaquer Matt et Felicity à la suite d'un conflit. Intervenant, XIII transperce la main de l'assaillant avec un couteau : surprise générale, Steve est en vie… Il explique à sa famille qu'il est amnésique et raconte ce qu'il a vécu ces derniers jours.
Parallèlement, on apprend que Felicity est la maîtresse de Matt et qu'ils préparent l'assassinat du père de Steve afin de pouvoir toucher l'héritage. L'arrivée du fils ne les décourage absolument pas, et XIII en fera les frais.
Se demandant ce qu'il fait là, XIII observe une nouvelle fois la photo le représentant avec Kim. Il se rend alors compte d'une chose concernant « là où va l'indien ». Il se rend au Drug Store afin de vérifier. Il avait raison, en agrandissant au maximum la photo, on voit un indien Pawnees naviguant sur un lac en direction d'une petite maison. XIII vient de trouver la réponse à l'énigme. Alors qu'il est en train de repartir, les employés qu'il avait renvoyé le jour de son arrivée lui sautent dessus et tentent de lui planter des clous dans les mains, par simple vengeance. L'intervention du shérif permet à XIII de s'en sortir.
XIII rentre alors à la maison Rowland, où le colonel Amos l'attend. Ce dernier le met en garde contre les tueurs de la Mangouste qui doivent certainement le suivre de seulement quelques heures. Amos prend alors congé de XIII et ce dernier en profite pour aller voir son cousin David. Ce dernier peut, grâce à son ordinateur, l'aider à savoir quel lac est représenté sur la fameuse photo. Résultat : Kellownee Lake. XIII ne sachant pas comment aller jusque là-bas (à environ 2 000 km), il téléphone au général Carrington.
Au début de la soirée, Felicity vient vers XIII et lui dit que son père veut le voir mais c'est un piège tendu par Matt et elle consistant à le faire accuser du meurtre de son père et ainsi toucher l'héritage. Lorsque XIII rejoint son père, celui-ci est déjà mort d'une balle en pleine poitrine. XIII se fait alors assommer par Matt avec une statuette. Felicity, ne voulant pas partager l'héritage, tue Matt, efface les empreintes sur l'arme du crime, appelle la police et se tire une balle dans l'épaule. De ce fait, XIII est accusé d'un double meurtre. Quand il se réveille enfin il est trop tard. La police, convaincue de sa culpabilité, est déjà sur place. Il ne parvient à s'échapper que grâce à l'aide du général Carrington et du Lieutenant Jones venus en hélicoptère afin de l'emmener à Kellownee Lake.
XIII parvient à retrouver la maison de la photo et c'est Kim Rowland qui est là pour l'accueillir. Après un entretien tendu, elle le menace avec une arme prétextant qu'on lui a dit de se méfier de lui. Ne comprenant rien, XIII s'énerve et demande à Kim de tout lui dire, à commencer pourquoi elle l'appelle Jake. Kim lui annonce alors que le vrai Steve Rowland est bel et bien mort. XIII découvre qu'elle porte aussi un tatouage : celui du numéro XVII. Lui promettant de lui dire la vérité, Kim le quitte soi-disant un instant pour aller chercher le dossier le concernant. Elle s'évade. C'est finalement la police qui vient l'arrêter.
À son procès, XIII est donc accusé d'un double homicide, et semble condamné à mourir sur la chaise électrique. Mais il déclare, à la surprise générale, qu'il n'est pas Steve Rowland. Son avocat, bien sûr pas au courant de ses péripéties, plaide l'aliénation mentale, qui est retenue : XIII est finalement condamné à être enfermé à perpétuité dans un asile pénitentiaire de haute sécurité.